# Paramysis grimmi
Paramysis grimmi är en kräftdjursart som först beskrevs av Georg Ossian Sars 1895.  Paramysis grimmi ingår i släktet Paramysis och familjen Mysidae. Inga underarter finns listade i Catalogue of Life.